# Воскресенский монастырь (Углич)
Воскресенский монастырь — мужской монастырь Переславской епархии Русской православной церкви на берегу Волги в Угличе. Дата основания монастыря неизвестна. Одна из версий основана на житии святого Паисия Угличского, и связывает основание монастыря с пребыванием в Угличе 1 октября 1482 года на освящении каменного соборного храма Покровского монастыря воскресенского архимандрита Нафанаила. По другой версии, это мог быть один из многих монастырей, основанных угличским князем Романом Владимировичем (1261—1285). Все здания монастыря строились одновременно, они выстроены в ряд и соединены гульбищем, что придаёт комплексу большую слитность и цельность впечатления. В 1999 году монастырские здания возвращены церкви и в них возобновилась монашеская жизнь.

## Строительная история
Сохранившиеся здания монастыря построены в 1674—1677 годах по указанию ростовского митрополита Ионы Сысоевича, который принимал постриг в этом монастыре. Он также был инициатором обширных строительных работ в Ростове. Здания построены на новом месте, так как на старом месте происходило разрушение берега Троицкого ручья. Для украшения его зданий впервые в Угличе использованы поливные зеленые изразцы, на которых изображены батальные и жанровые сцены, животные, эмблемы. Монастырь упразднен в 1764 году, его здания служили приходскими церквями.
Капитальная реставрация зданий монастыря была закончена в 1975 году, при этом потребовались серьёзные работы по укреплению грунта под просевшими фундаментами. Был использован проект профессора Б. А. Ржаницина (Научно-исследовательский институт оснований и подземных сооружений) одного из авторов методики укрепления грунта, за которую в 1947 году была присуждена Сталинская премия. Были ликвидированы трещины в стенах, восстановлены элементы декора.

## Воскресенский собор
Здание собора возвышается над остальными зданиями монастыря. Оно производит величественное и несколько суровое впечатление. К основному объёму храма с севера и юга примыкают два придела, которые соединяются галереей, огибающей здание с запада. Западное крыльцо и лестница ведут на галерею и в храм. С юга галерея переходит в звонницу, которая соединяет собор с трапезной и церковью Одигитрии.
Собор имеет разнообразное внешнее декоративное оформление. При оформлении порталов, ведущих с галереи в храм и приделы искусно использован декоративный кирпич различной формы. Декор подклетного этажа прост, арки, простое обрамление дверных и оконных проемов. Аркада галереи украшена изразцами. Абсиды алтарной части имеют разнообразные по рисунку наличники окон. Стены собора выше галереи и абсид украшены декоративным поясом.

## Звонница
Здание звонницы соединяет Воскресенский собор с монастырской трапезной и церковью Одигитрии. В нижней её части были проездные ворота в монастырь. Второй этаж — продолжение галереи собора — собственно переход. Над ним располагалась небольшая церковь и открытая аркада для колоколов. Звонница завершается небольшой главкой.

## Трапезная и церковь Одигитрии
Трапезная, как и собор, располагалась на подклети, которая использовалась для хозяйственных нужд. Вход в церковь и трапезную проходил с галереи собора через звонницу. Свод трапезной палаты поддерживается массивным центральным столбом. По описаниям, ранее в ней располагались часы: «часовня, на часовне шатрик… пол часовнею палатка, а в ней часы, в палатке окошко». Позднее «шатрик» на часозвоне заменили на «вычурную, некрасивую» кровлю.
За трапезной располагается небольшая по размеру церковь Одигитрии. Небольшие фрагменты фресок дают весьма слабое представление о первоначальной богатой росписи. Наружное убранство трапезной и церкви скромнее убранства собора.